# PostNord Sverige
La PostNord Sverige (già Posten AB) è la società per azioni che gestisce le poste in Svezia. Fa parte della holding Postnord.

## Storia

### Primordi
I dispacci governativi sono noti in Svezia dal 1600. Come data di fondazione del sistema postale generale svedese (chiamato Kungliga Postverket: regio servizio postale) si indica il 1636. In quell'anno, durante il cancellierato di Axel Oxenstierna, fu emanata l'"Ordinanza circa le messaggerie postali". A quel tempo dirigeva le poste il Mastro della Posta Militare di Gustavo Adolfo, che una volta alla settimana inviava i suoi messaggeri dalla capitale in tutte le direzioni. I suoi successori diedero il servizio in appalto.

### Monopolio statale
Carlo XI riscattò l'appalto nel 1677 e fondò le Poste come ente pubblico. Da allora i collegamenti postali furono considerevolmente migliorati, fino ad annoverare 84 uffici postali nel paese. Nel 1697 fu istituita a Stoccolma la Direzione Postale Centrale. Inizialmente era posta alle dipendenze della Cancelleria di Stato; nel 1840 fu trasferita sotto il Ministero delle Finanze; nel 1900 tornò sotto gli Interni e nel 1920 fu posta alle dipendenze del Ministero dei Trasporti. 

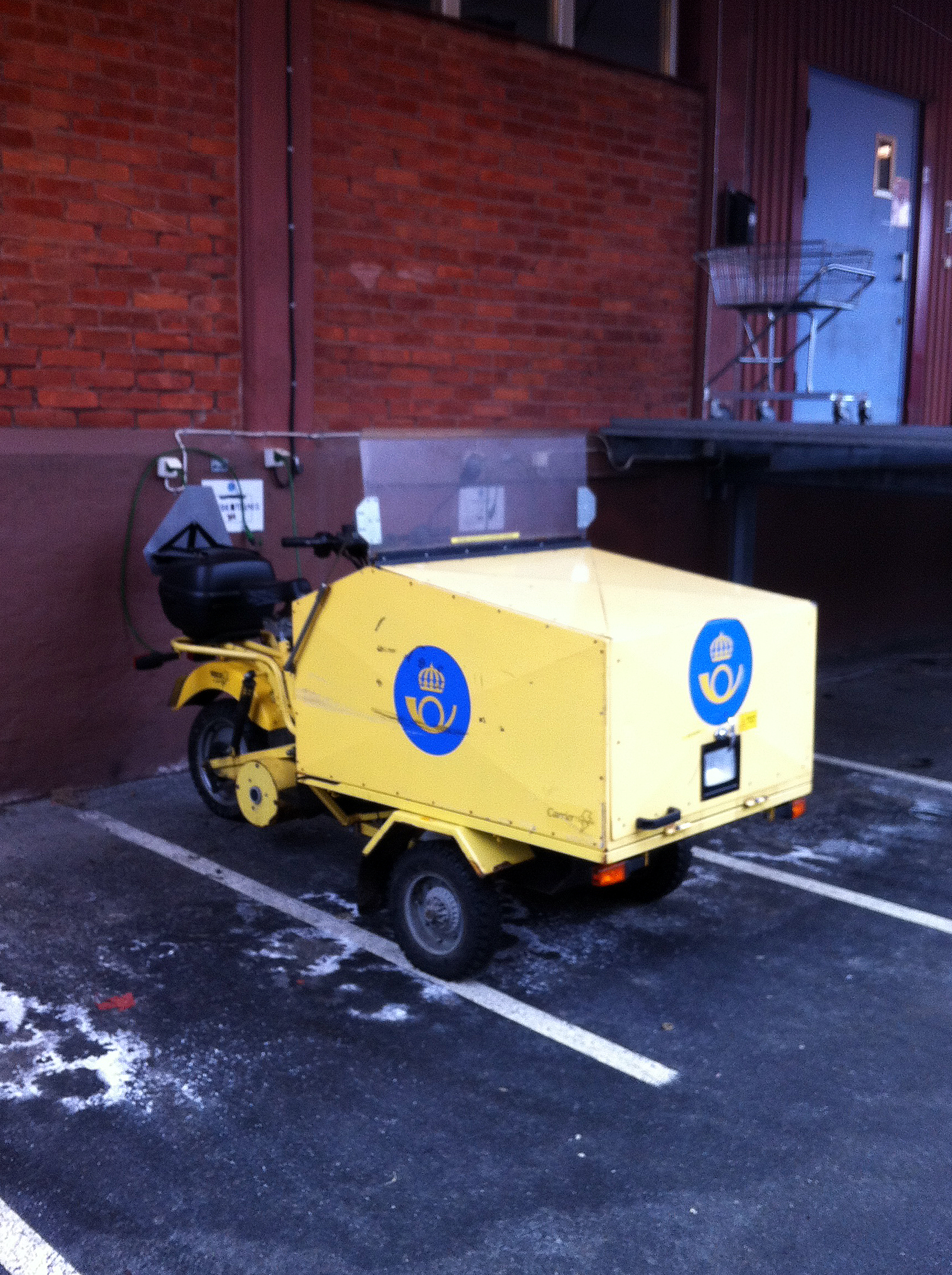
Motocarro con i colori e il marchio delle poste svedesi

Dal 1822 la posta verso l'estero fu trasportata su piroscafo. Nel 1855 furono emessi i primi francobolli insieme con l'introduzione della tariffa unificata. Dal 1858 la corrispondenza fu trasportata anche per ferrovia. Nel 1861 iniziò la distribuzione casa per casa nelle grandi città. Contemporaneamente furono istituite stazioni di posta per il recapito nelle zone rurali. Il vaglia postale fu introdotto nel 1866. Dal 1877 fu svolta la distribuzione anche nelle aree rurali. Dal 1889 furono disponibili le cartoline postali. Nel 1892 nacquero i vaglia telegrafici.
Dal 1910 vennero utilizzate le automobili per la distribuzione della posta. Dal 1914 le poste divennero il luogo di pagamento delle pensioni statali; dall'anno successivo negli uffici postali si iniziò a vendere le marche da bollo e nel 1918 le Poste si incaricarono della riscossione delle imposte nelle campagne e della vendita dei titoli del debito pubblico. La posta aerea fu inaugurata nel 1920. Dal 1925 le Poste gestirono il trasporto di persone su corriere postali. Allo stesso anno risalgono i bonifici postali.
Nel 1994 il servizio postale fu trasformato in società per azioni con il nome di Posten AB. Nel 2000 fu deciso di sostituire gli uffici postali con punti vendita in franchising gestiti da negozi di alimentari e stazioni di servizio. Sono rimasti solo i centri di servizi postali per i clienti business. Nel 2009 Posten AB si è fusa con Post Danmark per formare la nuova holding PostNord AB, controllata dal governo svedese al 60% e da quello danese al 40%

## Note

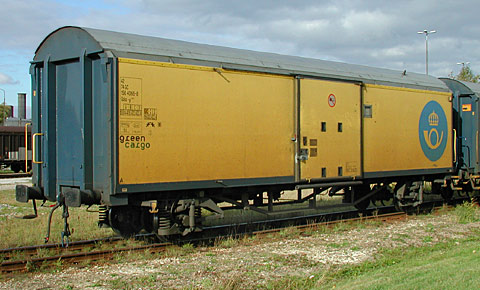
Vagone postale delle Posten AB